# Cassope
Cassope (en llatí Cassope, en grec antic Κασσώπη) era una ciutat de l'Epir. Era la ciutat principal del territori de Cassòpia habitada pels cassopis, un poble de l'Epir. Estava situada vora el mar, entre Tespròcia i el golf d'Ambràcia. La ciutat era prop de la costa, a la via entre Pandòsia i Nicòpolis, segons Estrabó.
Escílax de Carianda diu que els cassopis vivien en pobles petits, però després van fer-se forts i van aconseguir poder suficient com per apoderar-se de Pandòsia, Elàtria i Buquètion, i potser també de Batis. La ciutat la menciona Diodor de Sicília durant la guerra que Cassandre rei de Macedònia va lliurar contra Alcetes II, rei de l'Epir l'any 312 aC.
Actualment en queden ruïnes importants, de les més grans de Grècia, prop de la ciutat de Kamarina.. Es conserven restes de les muralles, l'acròpoli, que al peu dels seus penya-segats té un teatre, arcs i tombes. A la vora hi ha un edifici subterrani anomenat "la Casa del Rei" (Vasilóspito).